# Sandra Bessudo
Sandra Bessudo Lion es una ambientalista y naturalista colombo-francesa de la École Pratique des Hautes Études (Ephe), con máster en estudios de ciencias de la vida y de la tierra en Perpiñán (Francia), y buzo profesional con más de 5000 inmersiones en aguas abierta. Es una profesional comprometida con la conservación de la biodiversidad marina y con el cuidado del medio ambiente.

## Carrera
Se desempeñó como Alta Consejera Presidencial para la Gestión Ambiental, la Biodiversidad, Agua y Cambio Climático, en donde a través de su gestión se alcanzaron importantes logros en conservación medio ambiental.  A partir de enero de 2012 asumió la Dirección General de la Agencia Presidencial de Cooperación Internacional de Colombia, APC-Colombia, entidad gubernamental colombiana encargada de gestionar, orientar y coordinar técnicamente la cooperación internacional pública, privada, técnica y financiera no rembolsable que reciba y otorgue dicho país.
Como directora de la Fundación Malpelo y otros Ecosistemas Marinos, fue impulsora activa en la creación del Santuario de Flora y Fauna Isla Malpelo. Logró que fuera catalogado “Zona Especialmente Sensible” ante la Organización Marítima Internacional (OMI), con sede en Londres, y además posicionarlo ante la prensa mundial. Dirige varios proyectos de investigación sobre tiburones utilizando telemetría acústica y satelital.
Trabajó en la Unidad Administrativa Especial del Sistema de Parques Nacionales Naturales del Ministerio de Ambiente, y con el Banco de Occidente como Asesora y Coordinadora de Fotografía en el libro “Colombia, Universo”.
Fue presentadora del programa cultural “Al Filo de la Navaja”, de Señal Colombia, participó con Ocensa en filmaciones subacuáticas y fue asesora para Expolisboa 98, del Ministerio de Relaciones Exteriores.
También ejerció como coordinadora de los Talleres y Ciclos de Conferencias en Colombia para el Año Internacional de los Océanos, instructora de Buceo del Club El Nogal y directora de Buceo de Aviatur. Ha producido de manera independiente decenas de publicaciones, videos y documentales especializados.

## Premios
Entre sus reconocimientos, cuenta con la Medalla de Servicios Distinguidos a la Dirección General Marítima, de la Armada Nacional; el Premio Conciencia de la Biósfera 2011 otorgado por las Alcaldías de Mariquita y Cádiz (España); la Orden Civil al Mérito Ambiental "Thomas van der Hammen" Grado Gran Cruz de Oro, entregada en las instalaciones del Congreso de la República y otorgada por el Consejo Superior de las ONG Ambientales en junio de 2011, Premio 2010 a Mujeres Destacadas, otorgado por el Senado Francés y la Federación Femme 3000, en 2007 ganó el premio Whitley por sus trabajos en conservación de tiburones; adicionalmente ha recibido reconocimientos de diferentes entidades tales como la Policía Nacional de Colombia y la Sociedad Portuaria de Santa Marta entre muchos otros que le han sido otorgados en Colombia y en el exterior.
En el marco de la reunión de los gobiernos de Latinoamérica que participan en la Comisión Ballenera Internacional (CBI), la cual se llevó a cabo en agosto de 2013 en Uruguay, el alcalde Martín Laventure de la Ciudad de Punta del Este le otorgó la distinción de "Visitante Ilustre" por su compromiso y logros en la conservación marina.

### Publicaciones
- Bessudo, Sandra (2012). «Editorial». Revista Cooperando. Archivado desde el original el 19 de febrero de 2013. Consultado el 23 de enero de 2013.
- Bessudo, Sandra (2012). «Uniformados víctimas de minas se hacen buzos para un nuevo futuro». Periódico El Tiempo.
- «Sandra Bessudo asume misión de atraer recursos para el país». Portafolio. 2012.
- Gómez, Gustavo (2011). «Sandra Bessudo: la ministra que no fue». Periódico El Tiempo. Archivado desde el original el 28 de diciembre de 2011. Consultado el 23 de enero de 2013.
- «Sandra Bessudo, nueva directora de la Agencia de Cooperación Internacional». Caracol Radio. 2011. (enlace roto disponible en Internet Archive; véase el historial, la primera versión y la última).
- «Sandra Bessudo fue designada directora de la agencia de cooperación internacional». Periódico El Colombiano. 2011.
- AFP (2011). «Gobierno pedirá explicaciones a Costa Rica por matanza de tiburones». Periódico El Tiempo.
- Correa, Pablo (2010). «Sandra Bessudo: "Extraño la libertad"». El Espectador.
- Rodríguez Becerra, Manuel (2008). «Milagro en Malpelo». Periódico El Tiempo.